# Bembicium melanostoma
Bembicium melanostoma là một loài ốc biển, là động vật thân mềm chân bụng sống ở biển trong họ Littorinidae.

## Hình ảnh

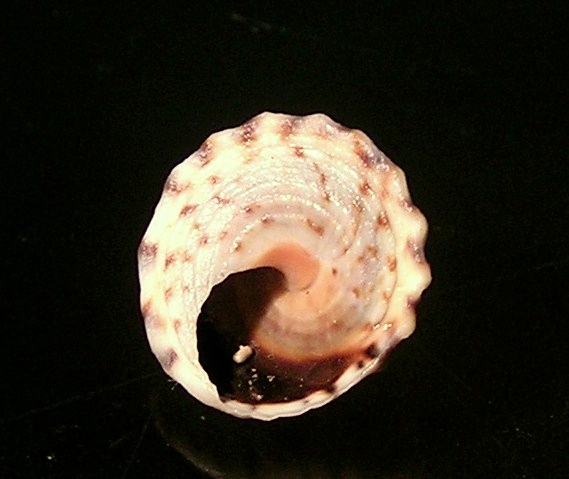

## Tham khảo

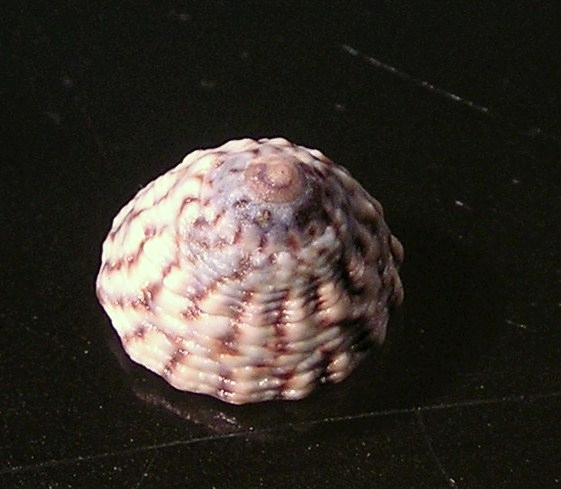
Bembicium melanostoma, top view